# A-X-L/アクセル
『A-X-L/アクセル』（原題:A.X.L.）は、2018年のアメリカ合衆国のSF冒険映画。監督はオリヴァー・デイリー、主演はアレックス・ニューステッターが務めた。本作はデイリーが2014年に発表した短編映画『Miles』を長編映画化した作品である。また、本作はデイリーの長編映画監督デビュー作でもある。

## ストーリー
A-X-Lは軍が極秘に開発したロボット犬で、前線の兵士たちを援護する役割を担っていた。A-X-Lという名称はAttack（攻撃）、Exploration（探検）、Logistics（支援）の頭文字から取られたものであり、最先端の人工知能を搭載していた。実験中に誤作動を起こしたことが原因で、A-X-Lは砂漠に放置されることになったが、マイルズ・ヒルという青年に発見された。マイルズの手で再起動されたA-X-Lは彼をパートナーだと認識した。A-X-Lとの交流を深めていくうちに、マイルズは自分に自信を抱けるようになった。
その頃、A-X-Lが再起動したことを嗅ぎつけた軍の科学者たちは、血眼になってA-X-Lを奪還するための策を練っていた。彼らは最先端の兵器を取り戻すためならば何でもする気であった。親友となったA-X-Lを守るべく、マイルズはサラ・レイエスと協力して困難に対処していくのだった。

## キャスト
※括弧内は日本語吹替
- マイルズ・ヒル: アレックス・ニューステッター（英語版）（水野駿太郎）
- サラ・レイエス: ベッキー・G（高宮彩織）
- サム・フォンティン: アレックス・マクニコル（おおしたこうた）
- アンドリック: ドミニク・レインズ（英語版）（峰晃弘）
- チャック・ヒル: トーマス・ジェーン（西垣俊作）
- ランドール: ルー・テイラー・プッチ（岡本堂玄）
- スクロギンズ: ニコ・グァルダード（伊藤聖将）
- ウェバー大尉: マリー＝フランソワーズ・テオドール（天野由紀）
- ジョージ: テッド・マッギンリー（粟津貴嗣）
- ジョアンナ・レイエス: パトリシア・ドゥ・レオン（英語版）
- アクセルの声: フレッド・タタショア（森川智之）

## 製作
2014年、オリヴァー・デイリーはKickstarterで製作費を調達し、短編映画『Miles』を世に出した。2015年2月、デイリーはデヴィッド・S・ゴイヤーの出資を取り付け、『Miles』の長編映画化に乗り出した。11月、レイクショア・エンターテインメントが本作の製作に参加すると報じられた。
2016年8月、ベッキー・Gが自身のTwitterで本作に出演することを明かした。10月、アレックス・マクニコルがキャスト入りした。

## 興行収入
本作は『パペット大騒査線 追憶の紫影』と同じ週に封切られ、公開初週末に500万ドル前後を稼ぎ出すと予想されていたが、実際の数字はそれを大きく下回るものとなった。2018年8月24日、本作は全米1710館で公開され、公開初週末に279万ドルを稼ぎ出し、週末興行収入ランキング初登場9位となった。

## 評価
本作に対する批評家からの評価は芳しいものではない。映画批評集積サイトのRotten Tomatoesには24件のレビューがあり、批評家支持率は25%、平均点は10点満点で3.9点、批評家の一致した見解は「ありそうもない人間とロボットの友情を描いた数々の優れた映画をぎこちなく思い起こさせる『A-X-L/アクセル』は、頻繁に故障する部品で作られた時代遅れのアドベンチャーだ。」となっている。また、Metacriticには7件のレビューがあり、加重平均値は29/100となっている。なお、本作のCinemaScoreはB+となっている。